# Oldřich Kovář
Oldřich Kovář, křtěný Oldřich Václav (21. února 1907 v Praze – 5. dubna 1967 v Praze) byl český zpěvák a operní pěvec-tenorista, od roku 1938 dlouholetý sólista Opery Národního divadla v Praze. Měl syna Petra Kováře (1943).

## Život
Byl vyučený sazeč a v této profesi začínal jakožto amatérský zpěvák v pěveckém sboru. Soukromě se vzdělával v operním zpěvu. Od roku 1931 působil v původní šestičlenné sestavě původně trampské skupiny Settleři, se kterými vystupoval v operetách v různých pražských hudebních divadlech a také ve filmu. Na popud Václava Talicha v roce 1938 odešel do Národního divadla a svého působení v oblasti populární hudby zanechal zcela.
Oplýval velmi měkkým a vřelým hlasem, který našel své uplatnění nejen jako oblíbený představitel Vaška ve Smetanově opeře Prodaná nevěsta (což byla jeho celoživotní operní role), ale i při interpretaci populárních písní ve filmu a v rozhlase jakož i v populární hudební vokální skupině Settleři.